# Leskovec, Celje
Leskovec este o localitate din comuna Celje, Slovenia, cu o populație de 199 de locuitori.